# Soh Chin Aun
Soh Chin Aun ou Soh Chin Ann (Alor Gajah, 28 de julho de 1950) é um ex-futebolista malaio que atuava como zagueiro pela direita.
Atuou quase toda sua carreira no Selangor FA, onde atua hoje como diretor-técnico. Antes de encerrar sua carreira, em 1983, teve uma curta passagem pelo Malacca FA.

## Seleção nacional
Soh Chin Aun fez parte na década de 70 de uma das defesas mais sólidas das seleções asiáticas.
Embora não reconhecido internacionalmente, ele alega ter jogado 252 partidas pela Seleção Malaia de Futebol entre 1970 e 1985 - quando já estava aposentado -, fazendo dele o jogador com mais aparições internacionais no futebol de seleções, superando o goleiro saudita Mohammed Al-Deayea (181 partidas de 1990 a 2006).

## Links
- Malaysian torchbearers of the Olympic Flame